# Manolo Morán
Manuel Morán León, conocido artísticamente como Manolo Morán, (Madrid; 30 de diciembre de 1905 - San Juan de Alicante; 27 de abril de 1967) fue un actor español.

## Trayectoria artística
Manolo Morán (Manuel Morán León) nació el 30 de diciembre de 1905 en Madrid (España) en el barrio de Chamberí. Comenzó sus estudios en el Colegio Nuestra Señora Del Pilar y posteriormente se trasladaría al Colegio de León XIII antes de iniciar varias carreras sin terminar ninguna, como la de militar o la de aparejador. Tras finalizar sus estudios trabajó como representante comercial, empleado de una oficina de seguros, director de una revista deportiva e incluso árbitro de boxeo. Hizo sus pinitos como novillero, fue árbitro de boxeo y llegó a ocuparse como periodista deportivo, aunque su pasión era la interpretación, que llevaba a cabo en el teatro amateur. En el año 1933 se casó con Pilar Meñaca Ribas, con quien tuvo cuatro hijos.
En la Guerra Civil apoyó al bando franquista. Inicia su carrera cinematográfica una vez acabada la guerra, y se especializa en personajes de registro cómico y raigambre popular y castiza. En este período acompañó a Luis Escobar y Dionisio Ridruejo en la creación de la Compañía de Teatro Nacional de la Falange. Su debut en el cine se produjo en la película El huésped del sevillano (1939), adaptación de la zarzuela homónima de Jacinto Guerrero, Juan Ignacio Luca de Tena y Enrique Reoyo en la que Morán interpretó a un mesonero. El mismo año también pudo ser visto en Frente de Madrid  (1939), film de Edgar Neville con Rafael Rivelles y Conchita Montes (en su película debut como actriz) que se rodó en Italia teniendo como base una novela corta del propio Neville sobre la guerra civil española.
En la década de los 1940, fue asentándose como actor cinematográfico trabajando asiduamente con Ladislao Vajda, por ejemplo en Se vende un palacio (1943), en El testamento del virrey (1944) y en Barrio (1947), un drama criminal escrito por Tono y Enrique Llovet. En los años 40 también fue dirigido varias veces por Antonio Román, sea en el filme bélico Escuadrilla (1941), en Boda en el infierno (1942), adaptación de una novela escrita por Rosa María Aranda; en Intriga (1942), historia policiaca con Morán en el papel del inspector Ferrer; y en Los últimos de Filipinas (1945), película en la que el madrileño interpretó al cabo Pedro Vila. En este período, Manolo se convirtió en Pascual en La malquerida (1940), adaptación de la obra homónima de Jacinto Benavente con dirección de José López Rubio. Más tarde, Jerónimo Mihura, hermano de Miguel Mihura, le dirigió en Castillo de naipes (1943) y en El camino de Babel (1945), comedia con Fernando Fernán Gómez, Guillermina Grin y Alfredo Mayo; e intervino en El destino se disculpa (1945), adaptación de un cuento de Wenceslao Fernández Flórez con dirección de José Luis Sáenz de Heredia. 
Una de las principales aficiones de Manolo Morán eran los toros, y el actor formó parte de un buen número de filmes con ambiente de tauromaquia a lo largo de su carrera. Una de ellas fue Brindis a Manolete (1948), con Pedro Ortega interpretando al famoso torero Manolete. Otros títulos de Morán en la década de los 40 son El emigrado (1946), producción de Cesáreo González con dirección de Ramón Torrado; La calle sin sol (1948), film de ambiente criminal ambientado en Barcelona que dirigió su amigo Rafael Gil, otro de sus directores habituales, con Amparo Rivelles y Antonio Vilar como protagonistas, en el que Morán era un vendedor callejero; Una mujer cualquiera (1949), otra cinta de Rafael Gil, en este caso con María Félix acompañando a Antonio Vilar; o Aventuras de Juan Lucas (1949), otra colaboración con Rafael Gil adaptando una novela de Manuel Halcón con Fernando Rey como principal protagonista. En los años 40, Manolo, de nuevo con Gil en la dirección, se convirtió en un barbero en una adaptación de Don Quijote de la Mancha (1947) de Miguel de Cervantes, con Rafael Rivelles como don Quijote y Juan Calvo en el papel de Sancho Panza.
En la década de los 1950 su imagen de bonhomía campechana, su rostro amable y figura oronda, fue una de las más populares del cine español. La película más conocida de su filmografía es Bienvenido Mr. Marshall (1952), obra maestra de Luis García Berlanga en la que interpretó a un representante de artistas junto al “alcalde” Pepe Isbert. Otros títulos de Manolo en estos inicios del decenio son Don Juan (1950), versión del clásico de José Zorrilla con María Rosa Salgado y Antonio Vilar; Balarrasa (1951), película de Nieves Conde con Fernán Gómez como protagonista; El capitán Veneno (1951), de nuevo compartiendo créditos con Fernando Fernán Gómez, aquí también con Sara Montiel en una adaptación de un texto de Pedro Antonio de Alarcón dirigido por Luis Marquina; “De Madrid al cielo” (1952), con el protagonismo de la cantante María de Los Ángeles Morales; “Doña Francisquita” (1953), película de Ladislao Vajda con Mirtha Legrand encabezando el reparto; o “Ronda Española” (1952), de nuevo con Vajda en la dirección. Interpretó el papel de Don Cosme en “El diablo toca la flauta” (1953), película de José María Forqué con José Luis Ozores y Luis Prendes. El mismo año estrenó “Aeropuerto” (1953), con Fernán Gómez, Margarita Aubrey, Fernando Rey y María Asquerino. Un año después participó en la película futbolera “Once pares de botas” (1954), en donde tenía suerte con la quiniela; y con posterioridad protagonizó “Aquí Hay Petróleo” (1955), película en la que en su finca parecía haberse descubierto petróleo. En 1955 también acompañó a Carmen Sevilla y a Fernán Gómez en “Congreso En Sevilla” (1955). 
Otro título importante de Morán en los años 50 fue “Recluta con niño” (1955), comedia de ambiente miliar con el madrileño en el papel del sargento Palomares. El recluta era José Luis Ozores. El mismo año se convirtió en “Manolo, guardia urbano” (1956). Más tarde fue uno de los taxistas de “Los ángeles del volante” (1957). El mundo de la tauromaquia fue objeto de las historias de “Tarde de toros” (1956)”, “El Litri y su sombra” (1960), “Chantaje a un torero” (1963), película protagonizada por Manuel Benítez “El Cordobés” con Manolo interpretando a su apoderado; o “Currito de la Cruz” (1965), con los “toreros” Paco Rabal y Arturo Fernández, y la malograda Soledad Miranda. Algunas de las últimas películas en los años 50 de Manolo Morán fueron “Historias de la feria” (1957), comedia coral de Francisco Rovira Beleta en la que participó el humorista Miguel Gila; “El puente de la paz” (1958), otra colaboración con José Luis Ozores en una trama que enfrenta a dos caciques; “¡Viva lo imposible!” (1958), historia circense de Rafael Gil basada en una obra de teatro de Joaquín Calvo Sotelo; “Camarote de lujo” (1959), adaptación de una novela de Wenceslao Fernández Flórez de nuevo con Rafael Gil en la dirección; “La vida alrededor” (1959), film de Fernando Fernán Gómez que el propio director coprotagonizó junto a Analía Gadé; o “La Casa de la Troya” (1959), película de ambiente universitario en Santiago de Compostela, basada en un libro de Alejandro Pérez Lugín, con Arturo Fernández encabezando el reparto y con Morán en la piel del cura Minguiños.
En los inicios de los años 60 fue dirigido por Jesús Franco en “Labios rojos” (1960).  El mismo año intervino en la comedia ambientada en la nieve “Amor bajo cero” (1960). Más tarde apareció junto a Antonio Casal en “Don José, Pepe y Pepito” (1961), hizo pareja de bomberos con Pepe Isbert en "Vamos a contar mentiras” (1962); y fue dirigido por Tony Leblanc en “El pobre García” (1961). Otros títulos de Morán en los años 60 son la película infantil “Las travesuras de Morucha” (1962); la comedia de robos de Pedro Lazaga “La pandilla de los once” (1963); el filme de Ladislao Vajda “Una chica casi formal” (1963); o la comedia con las gemelas Pili y Mili “Como Dos Gotas Del Agua” (1964). Su última película fue “Operación Dalila” (1966), cinta de Luis de los Arcos con una misión contra un dictador caribeño.
Su trayectoria se mantuvo más o menos constante hasta su fallecimiento y llegó a rodar más de cien películas, siendo uno de los grandes actores cómicos en el cine español de los años 40 y 50, junto a José Isbert (con el que coincidió en 29 títulos) y Tony Leblanc. Manolo Morán vivió sus últimos años de vida en una casa alicantina cerca de San Juan, que tras su muerte le dedicó una calle. Falleció en Alicante el 27 de abril del año 1967 tras padecer una enfermedad pulmonar. Tenía 61 años y estaba viudo tras la muerte de Pilar en 1964. Sus restos fueron trasladados y enterrados en el cementerio de la Almudena de Madrid.

## Filmografía
- Operación Dalila (1967), de Luis de los Arcos.
- Currito de la Cruz (1965), de Rafael Gil.
- Destino: Barajas (1965), de Ricardo Blasco.
- En busca del amor (1964), de Jean Negulesco.
- Como dos gotas de agua (1964), de Luis César Amadori.
- Una chica casi formal (1963), de Ladislao Vajda.
- La pandilla de los once (1963), de Pedro Lazaga.
- Chantaje a un torero (1963), de Rafael Gil.
- Las travesuras de Morucha (1962), de Ignacio F. Iquino.
- Vamos a contar mentiras (1962), de Antonio Isasi-Isasmendi.
- Cariño mío (1961), de Rafael Gil.
- Alerta en el cielo (1959), de Luis César Amadori.
- Don José, Pepe y Pepito (1961), de Clemente Pamplona.
- Patricia mía (1961), de Enrique Carreras.
- Mi mujer me gusta más (1961), de Antonio Román.
- Labios rojos (1960), de Jesús Franco.
- Amor bajo cero (1960), de Ricardo Blasco.
- El Litri y su sombra (1960), de Rafael Gil.
- Camarote de lujo (1959), de Rafael Gil.
- La casa de la Troya (1959), de Rafael Gil.
- La vida alrededor (1959), de Fernando Fernán Gómez.
- El puente de la paz (1958), de Rafael J. Salvia.
- ¡Viva lo imposible! (1958), de Rafael Gil.
- Buenos días, amor (1958), de Franco Rossi.
- Historias de la feria (1958), de Francisco Rovira Beleta.
- Las últimas banderas (1957), de Luis Marquina.
- Los ángeles del volante (1957), de Ignacio F. Iquino.
- Una cruz en el infierno (1957), de José María Elorrieta.
- Un abrigo a cuadros (1957), de Alfredo Hurtado.
- El cantor de México (1956), de Richard Pottier.
- La gran mentira (1956), de Rafael Gil.
- Tarde de toros (1956), de Ladislao Vajda.
- Manolo, guardia urbano (1956), de Rafael J. Salvia.
- ¡Aquí hay petróleo! (1955), de Rafael J. Salvia.
- Good bye, Sevilla (1955), de Ignacio F. Iquino.
- Congreso en Sevilla (1955), de Antonio Román.
- Recluta con niño (1955), de Pedro Luis Ramírez.
- La ciudad perdida (1955), de Margarita Alexandre y Rafael María Torrecilla.
- Tres eran tres (1955), de Eduardo García Maroto.
- La ciudad de los sueños (1954), de Enrique Gómez.
- El bandido generoso (1954), de José María Elorrieta.
- Como la tierra (1954), de Alfredo Hurtado.
- Noches andaluzas (1954), de Maurice Cloche.
- Intriga en el escenario (1953), de Feliciano Catalán.
- Así es Madrid (1953), de Luis Marquina.
- Aeropuerto (1953), de Luis Lucia.
- Hermano menor (1953), de Domingo Viladomat.
- Doña Francisquita (1953), de Ladislado Vajda.
- El diablo toca la flauta (1953), de José María Forqué.
- Amaya (1952), de Luis Marquina.
- La estrella de Sierra Morena (1952), de Ramón Torrado.
- Persecución en Madrid (1952), de Enrique Gómez.
- Ronda española (1952), de Ladislao Vajda.
- Cincuenta años del Real Madrid (1952), de Rafael Gil.
- Bienvenido, Mister Marshall (1952), de Luis García Berlanga
- Once pares de botas (1952), de Francisco Rovira Beleta.
- De Madrid al cielo (1952), de Rafael Gil.
- Me quiero casar contigo (1951), de Jerónimo Mihura.
- El capitán Veneno (1951), de Luis Marquina.
- Historia en dos aldeas (1951), de Antonio del Amo.
- Cielo negro (1951), de Manuel Mur Oti.
- Don Juan (1950), de José Luis Sáenz de Heredia.
- El duende y el rey (1950), de Alejandro Perla.
- Séptima página (1950), de Ladislao Vajda.
- Balarrasa (1950), de José Antonio Nieves Conde.
- Aventuras de Juan Lucas (1949), de Rafael Gil.
- Una mujer cualquiera (1949), de Rafael Gil.
- ¡Fuego! (1949), de Arthur Duarte y Alfredo Echegaray.
- El hombre de mundo (1949), de Manuel Tamayo.
- A punta de látigo (1949), de Alejandro Perla.
- La calle sin sol (1948), de Rafael Gil.
- ¡Olé torero! (1948), de Benito Perojo.
- Brindis a Manolete (1948), de Florián Rey.
- Barrio (1947), de Ladislao Vajda.
- Don Quijote de la Mancha (1947), de Rafael Gil.
- Extraño amanecer (1947), de Enrique Gómez.
- La mantilla de Beatriz (1946), de Eduardo García Maroto.
- El emigrado (1946), de Ramón Torrado.
- Por el gran premio (1946), de Pierre Caron.
- Noche decisiva (1945), de Julio de Fleischner.
- El camino de Babel (1945), de Jerónimo Mihura.
- Los últimos de Filipinas (1945), de Antonio Román.
- El testamento del virrey (1944), de Ladislao Vajda.
- Yo no me caso (1944), de Juan de Orduña.
- Lecciones de buen amor (1944), de Rafael Gil.
- El destino se disculpa (1944), de José Luis Sáenz de Heredia.
- Paraíso sin Eva (1944), de Sabino Antonio Micón.
- El abanderado (1943), de Eusebio Fernández Ardavín.
- Castillo de naipes (1943), de Jerónimo Mihura.
- Se vende un palacio (1943), de Ladislao Vajda.
- Boda en el infierno (1942), de Antonio Román.
- La famosa Luz María (1942), de Fernando Mignoni.
- Intriga (1942), de Antonio Román.
- Goyescas (1942), de Benito Perojo.
- Torbellino (1941), de Luis Marquina.
- Rosa de África (1941), de José López Rubio.
- Verbena (1941), de Edgar Neville.
- El crucero Baleares (1941), de Enrique del Campo.
- Escuadrilla (1941), de Antonio Román.
- Sarasate (1941), de Richard Busch.
- El huésped del Sevillano (1940), de Enrique del Campo.
- Frente de Madrid (1939), de Edgar Neville.